# A Star Is Burns
A Star is Burns, llamado Ha nacido una estrella en España y Una estrella estrellada en Hispanoamérica, es el episodio número dieciocho perteneciente a la sexta temporada de la serie de dibujos animados Los Simpson, emitido originalmente el 5 de marzo de 1995. El episodio fue escrito por Ken Keeler y dirigido por Susie Dietter. Las estrellas invitadas fueron Jon Lovitz y Maurice LaMarche.
La trama del episodio involucra un crossover con la serie The Critic, de la cual es protagonista el personaje Jay Sherman. The Critic fue creada por Al Jean & Mike Reiss, quienes habían trabajado para Los Simpson pero renunciaron tras la cuarta temporada, y producida por James L. Brooks. La serie fue emitida por American Broadcasting Company en enero de 1994, pero fue cancelada a pesar de una buena recepción de los críticos. La serie fue transferida a Fox y empezaría a transmitirse directamente después de Los Simpson. James L. Brooks fue en encargado de crear el crossover como una forma de promover The Critic y decidió que un festival de cine sería una buena forma de introducir a Jay Sherman.
Matt Groening, creador de la serie, reaccionó negativamente cuando se enteró sobre este episodio, sintiendo que era solamente un anuncio publicitario para la serie The Critic, y que el público podría incorrectamente asociar la serie con su nombre. Cuando no tuvo éxito en suspender el estreno del episodio, pidió que su nombre fuera sacado de los créditos del episodio y expresó su preocupación, abiertamente criticando a James L. Brooks, al afirmar que el episodio "viola el universo de los Simpson".
Tras su emisión, el episodio tuvo una recepción mixta. Algunos sintieron que el crossover estaba fuera de lugar, mientras que la película cortometraje de Barney Gumble fue aclamada como uno de los mejores momentos de la serie.

## Argumento
En respuesta al título de Springfield como "la ciudad menos cultural en los Estados Unidos", una junta en el ayuntamiento es llevada a cabo para tomar curso de acción, donde Marge propone que la ciudad realice un festival de cine, exhibiendo películas hechas por los propios residentes. Marge es nombrada la presidenta del panel de jueces y el crítico de cine neoyorquino Jay Sherman como el invitado especial. La presencia de Jay hace que Homer se sienta fuera de lugar, por lo que convence a Marge que lo ponga en el panel de jueces.
El festival de cine comienza, y muchos de los residentes, incluidos el Sr. Burns y Hans Moleman, exhiben sus películas. La audiencia es conmovida por Barney Gumble y su película de corte introspectivo y artístico sobre el alcoholismo, titulada Ponchahontas, la cual Marge y Jay la ven como la eventual ganadora. La película de Burns, dirigida por el Señor Spielbergo, el homólogo mexicano no-sindicalizado de Steven Spielberg, se titula Hay Burns para toda la temporada, un pastiche de gran presupuesto de famosas producciones de Hollywood creado para glorificarlo; la película es rechazada por la audiencia. Burns soborna a dos de los jueces, Krusty el Payaso y el Alcalde Quimby, para que voten por su película, llevando a un empate. Quedando con el voto que rompería el empate, Homer entusiastamente vota por la película de Hans Moleman, Los hombres son golpeados por el fútbol, pero Marge y Jay lo convencen para reconsiderar a Ponchahontas como la película ganadora. Barney declara que su victoria le ha inspirado a dejar de beber, promesa que posteriormente olvida cuando Quimby revela que su premio es una dotación de por vida de Cerveza Duff.
Sherman se prepara para regresar a Nueva York, y los Simpsons le dan las gracias por hacer del festival un éxito. Marge sugiere que Burns aprendió la lección de que no puede sobornar a todos. Contraria a su declaración, Burns presenta su película a los Academy Awards; debido a que sobornó a todos en Hollywood, es nominado al Oscar por mejor actor. En la ceremonia, se anuncia que el ganador es George C. Scott, por su actuación en un remake de Los hombres son golpeados por el fútbol, lo que molesta más aún a Burns.